# Marquès de Sade
Donatien Alphonse François de Sade, conegut pel seu títol de marquès de Sade (París, 2 de juny de 1740 – Charenton-Saint-Maurice, 2 de desembre de 1814), va ser un escriptor francès, autor de Justine o les dissorts de la virtut, Història d'Aline i Valcour i altres nombroses novel·les, contes i peces de teatre. També se li atribueixen Les 120 jornades de Sodoma, La filosofia al tocador, La nova Justine i Juliette. En les seves obres, són característics els antiherois, protagonistes de violacions llibertines i de dissertacions amb les quals, mitjançant sofismes, justifiquen cínicament els seus actes.
Va ser empresonat per l'absolutisme, per l'Assemblea Revolucionària i pel règim napoleònic, i va passar trenta anys reclòs en diferents fortaleses i manicomis. També va figurar en les llistes de la guillotina.
Va protagonitzar diversos incidents que es van convertir en grans escàndols. En vida, i després de mort, l'han perseguit nombroses llegendes.
Quan va morir era conegut com l'autor de la «infame» novel·la Justine. Per aquesta novel·la, va passar els darrers anys de la vida tancat al manicomi de Charenton i va ser prohibida. Però, va circular de manera clandestina durant tot el segle xix i la primera meitat del segle xx, i va influir en diferents novel·listes i poetes, com ara Flaubert, que en privat l'anomenava «el gran Sade», Dostoievski, Apollinaire, que va rescatar la seva obra de l'«infern» de la Biblioteca Nacional de París, o Rimbaud. Breton i els surrealistes el van proclamar «el diví marquès» i encara avui la seva obra desperta els més grans elogis i les més grans repulses. Georges Bataille, entre d'altres, va qualificar la seva obra d'«apologia del crim».

## Biografia

### Joventut
Sade nasqué a l'Hôtel Condé a París, al si d'una antiga família aristocràtica. Era fill del comte Jean-Bastiste François Joseph de Sade i de la seua muller, Marie-Eléonore de Maillé de Carman, dama de companyia de la princesa de Condé. S'educà a Provença, a l'abadia de Saint Léger d'Ebruil, sota la tutela del seu oncle, l'abat de Sade, erudit i llibertí, biògraf de Petrarca i corresponsal de Voltaire, que més tard seria arrestat en un bordell.
El 1750 tornà a París, on estudià a l'Institut Louis-le-Grand, regentat pels jesuïtes i dedicat especialment als fills d'aristòcrates. Feu la carrera militar i participà en la Guerra dels Set anys, durant la qual assolí el grau de capità. Fou desmobilitzat el març del 1763 i s'instal·là en el castell familiar, a Lacoste (Vaucluse). Volgué casar-se amb la senyoreta de Laurais, castellana de Vacqueyras, però la seua família s'hi oposà i li arreglà un casament, que se celebrà el 17 de maig del 1763, amb Renée-Pélagie de Montreuil, filla d'un ric magistrat amb poderoses relacions a la cort. El matrimoni tindria dos fills, Louis-Marie i Donatien-Claude-Armand, i una filla, Madeleine-Laure.

### Escàndols i empresonament

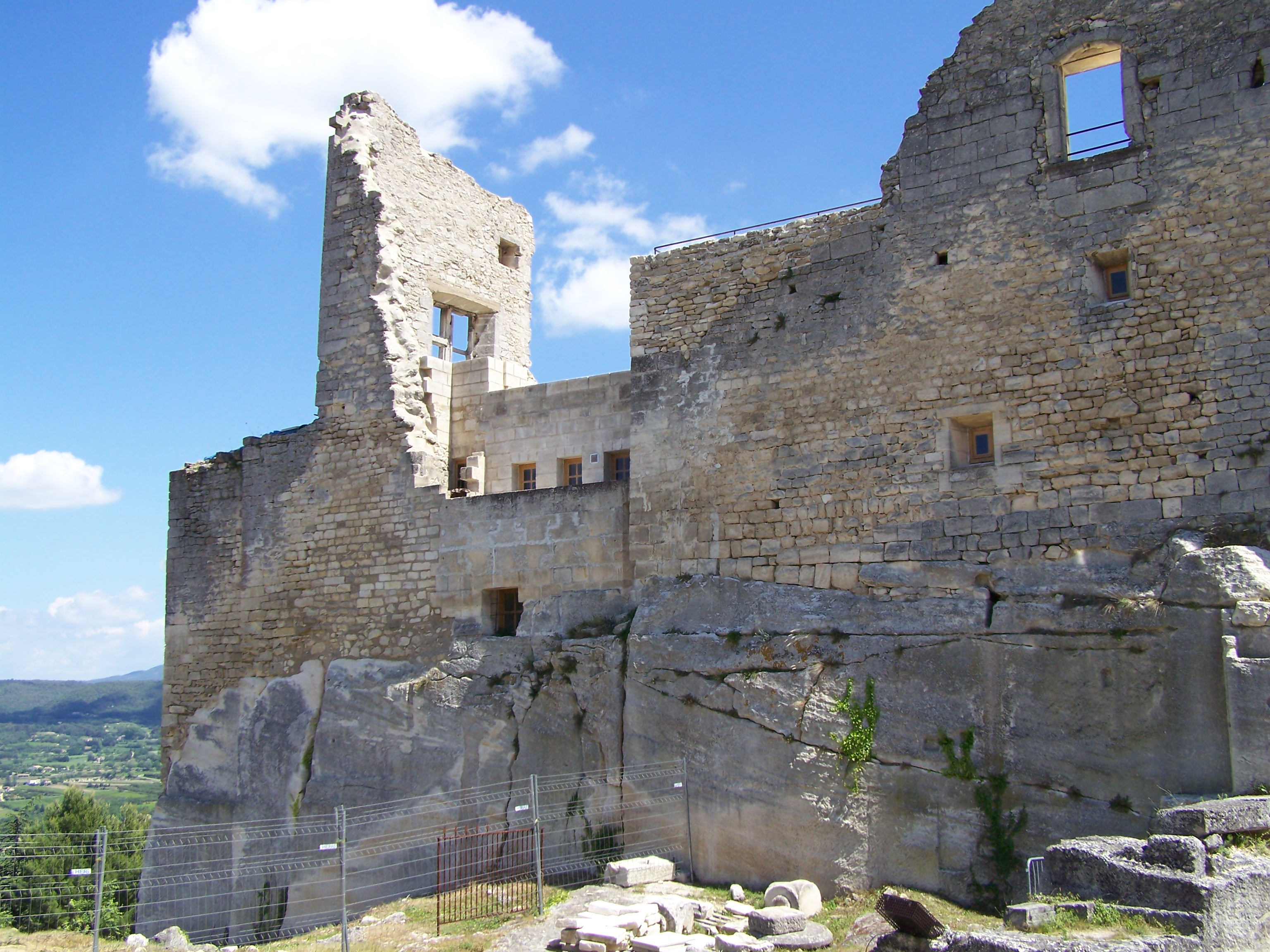
Estat actual del Castell de Lacoste.

En els anys següents, Sade protagonitzà una vida de llibertinatge, amb repetits abusos a prostitutes joves i empleats d'ambdós sexes en el seu castell a Lacoste, Vaucluse, de vegades amb l'ajuda de la seua esposa. El seu comportament capritxós inclogué una aventura amb la seva cunyada, que havia anat a viure al castell.
Només quatre mesos després del seu matrimoni, el 29 d'octubre del 1763, fou empresonat, per primera vegada, en el castell de Vincennes per excessos en un prostíbul. Quedà en llibertat quinze dies després, però l'obligaren a instal·lar-se fora de París, en el castell d'Échauffour, a Normandia, propietat de la família de la seua esposa. Tornà a París el 1764. Durant els anys següents tingué diverses amants.
El 1767 morí son pare, cosa que li comportà de rebre diversos feus en herència, així com el títol de comte de Sade. Ell, tanmateix, preferí continuar utilitzant el títol de marquès, que ja havia estat utilitzat per la seua família, tot i que el marquesat de Sade mai no es va constituir legalment. El seu fill, Louis-Marie, nasqué el 27 d'agost d'eix any. Aleshores la seua reputació de llibertí estava ja sòlidament establerta, fins al punt que des del 1764 el marquès era objecte de vigilància policial.
El 1768, fou acusat per la captadora Rose Keller d'atraure-la amb enganys a sa casa d'Arcueil, on la flagel·là. Sade fou empresonat en el castell de Saumur, des d'on fou traslladat després a Pierre-Encise, prop de Lió i, posteriorment, a la Conciergerie de París. Estigué a la presó vora tres mesos.
Després d'un incident a Marsella en què diverses prostitutes resultaren intoxicades amb la suposadament afrodisíaca mosca espanyola, tot i que no hi va morir ningú, fou sentenciat a mort per sodomia i enverinament el 1772, però fugí a Itàlia. Fou executat en efígie a Ais de Provença el 12 de setembre. Tornà a ser detingut poc després, el 8 de desembre, a Chambéry (Savoia) -llavors, part del Regne de Sardenya- per ordre del rei de Sardenya i fou tancat en el castell de Miolans. Aconseguí evadir-se'n i tornà a França, i s'instal·là altra vegada en el seu castell de Lacoste el 1773. La seua sogra, que s'havia convertit en la seua enemiga més aferrissada, obtingué una lettre de cachet que implicava presó incondicional per ordre directa del rei, per tal d'aconseguir-ne l'arrest.
Tornà a París el 1777 i el 13 de febrer d'eix any fou finalment arrestat i empresonat en el calabós de Vincennes. Apel·là contra de la seua sentència de mort el 1778 i li fou commutada, però hagué de romandre empresonat a causa de la lettre de cachet. Es fugà i retornà a Lacoste, però tornà a ser capturat poc després i tornat a ingressar a Vincennes. A la presó, començà a escriure. A Vincennes, conegué Honoré Gabriel Riqueti, que també escrivia relats eròtics, però a cap dels dos no li agradaven els de l'altre.

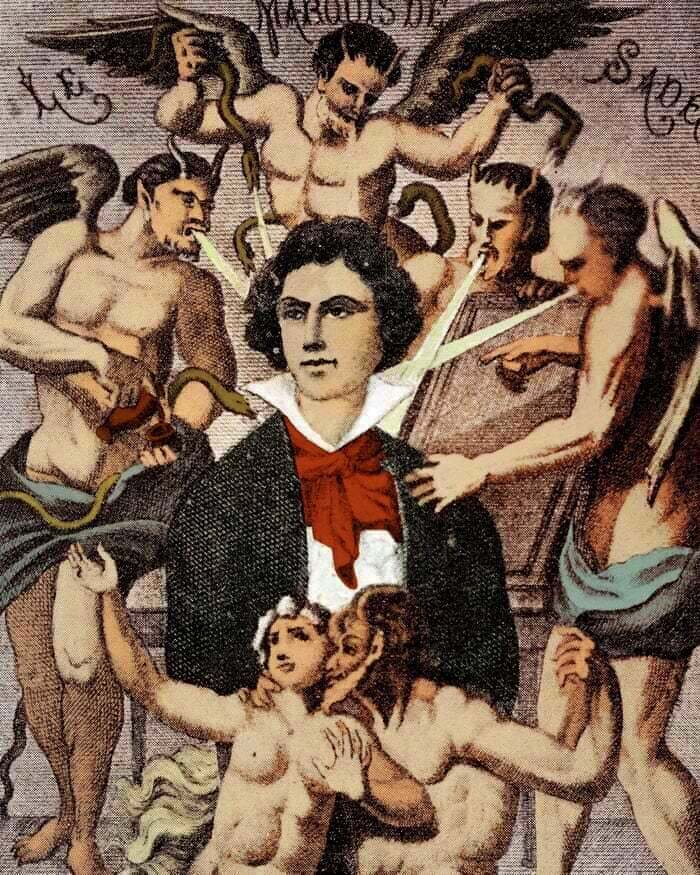
Retrat imaginari de Sade per H. Biberstein (1912)

El 1784, es clausurà la presó de Vincennes i Sade fou traslladat a la Bastilla, a París. El 2 de juliol del 1789, cridà des de la seua cel·la a la gent que era a fora i anaven a degollar els presoners, provocant avalots. Dos dies després, fou portat al manicomi de Charenton, on ingressà. La presa de la Bastilla, fet que desencadenà la Revolució Francesa, tingué lloc el 14 de juliol, quan Sade ja no hi era. Estava treballant en la seua obra magna, Els cent vint dies de Sodoma i entrà en un estat de desesperació quan perdé el manuscrit durant el trasllat. No obstant això, el manuscrit va reaparèixer el 1904 a Berlín.
Fou alliberat de Charenton el 1790, després que la nova Assemblea Constituent abolira la lettre de cachet. La seua esposa aconseguí el divorci poc després. Sade quedà en una difícil situació econòmica.

### La revolució
Durant el seu període de llibertat (a començaments del 1790), publicà de manera anònima alguns dels seus llibres. Entre el 1790 i el 1791, estrenà algunes obres de teatre en diversos escenaris parisencs. Conegué Marie-Constance Quesnet, exactriu i mare d'un fill de sis anys, que havia estat abandonada pel seu espòs; Constance i Sade estarien junts durant la resta de la vida. Des de la seua estada a la presó, Sade patia una extrema obesitat, que li provocava greus problemes respiratoris.
S'adaptà ràpidament a la nova situació política que sorgí de la Revolució Francesa. Fent-se dir "ciutadà Sade", arribà a exercir diversos càrrecs públics, malgrat el seu origen aristocràtic. Escrigué diversos pamflets polítics. Membre d'un tribunal, quan la família de la seua antiga esposa s'hi presentà davant, els dispensà un tracte favorable, tot i que havien estat els responsables de tots els anys que havia passat a la presó. Fins i tot, fou elegit per a la Convenció Nacional, en què representà l'extrema esquerra.
Encara que aterrit pel Regnat del Terror el 1793, escrigué un elogi d'admiració a Jean-Paul Marat per assegurar la seua posició. Després renuncià als càrrecs; fou acusat de "moderantisme" i empresonat durant vora un any. Escapà per poc de la guillotina (probablement per un error administratiu) i fou alliberat l'octubre del 1794, després que amb l'execució de Robespierre haguera conclòs definitivament el Regnat del Terror. Esta experiència, probablement, confirmà el seu odi de tota la vida a la tirania estatal i especialment a la pena de mort.
El fet que, per error, haguera aparegut a les llistes dels emigrats fou aprofitat per la seua esposa i el seu fill Donatien-Claude-Armand per apoderar-se de tots els seus béns. El 1796, hagué de vendre el seu castell a Lacoste, que havia estat saquejat el 1792 (les ruïnes foren adquirides el 1990 pel dissenyador Pierre Cardin, que ara hi fa regularment festivals de teatre i hi organitza esdeveniments socials).

### Els darrers anys
El 1800, Napoleó Bonaparte ordenà la detenció de l'autor de Justine i Juliette. Sade fou arrestat a l'oficina del seu editor i empresonat sense juí, primer a la presó de Sainte-Pélagie i després, acusat d'intentar corrompre els seus joves companys de cel·la, en el fort de Bicêtre. A instàncies de la seua família, fou declarat dement el 1803 i traslladat una volta més al manicomi de Charenton; la seua exesposa i fills s'encarregaren de pagar-li les despeses de manutenció.
Es permeté que Constance visquera amb ell a Charenton. El liberal director de la institució, l'abat de Coulmier, l'animà perquè representara diverses de les seues obres amb alguns dels reclusos com a actors, perquè foren presentades al públic parisenc.
Sade començà una aventura amb Madeleine Leclerc, una funcionària de Charenton, de tretze anys. La relació durà quatre anys, fins a la mort de Sade el 2 de desembre del 1814. En les seues darreres voluntats, indicà que desitjava ser incinerat i que se'n dispersaren les cendres, però fou enterrat a Charenton; el crani fou exhumat posteriorment per a estudis frenològics. El seu fill en cremà tots els manuscrits inèdits, inclosa una obra en diversos volums, Els dies de Florbelle.

## Obra
Moltes de les obres de Sade contenen descripcions explícites -i sovint repetitives- de violacions i innombrables perversions, que molt sovint inclouen violència i de vegades arriben a transcendir els límits del que és possible. Els llibertins que protagonitzen les obres de Sade basen la seua filosofia en un resolut menyspreu de les normes morals i en l'odi a l'ètica religiosa. En la natura, afirmen, el fort guanya i el dèbil perd; per tant, totes les lleis i ètiques, que consideren dissenyades per protegir el feble, són vistes com a antinaturals. El seu pensament s'acosta al de filòsofs com Spinoza o Nietzsche.
El 1782, mentre era a la presó, escrigué el relat curt Diàleg entre un sacerdot i un moribund, en el qual es confessa ateu per mitjà del diàleg entre un capellà i un vell moribund, que convenç el primer que la seua vida pietosa ha sigut un error.
La novel·la Les 120 jornades de Sodoma, escrita el 1785, encara que no acabada, cataloga una àmplia varietat de perversions sexuals perpetrades contra un grup d'adolescents esclavitzats i és l'obra més gràfica de Sade. És una de les seues obres més dures. Es creu que el manuscrit es perdé durant l'assalt a la Bastilla. L'obra no es publicà fins al 1904.

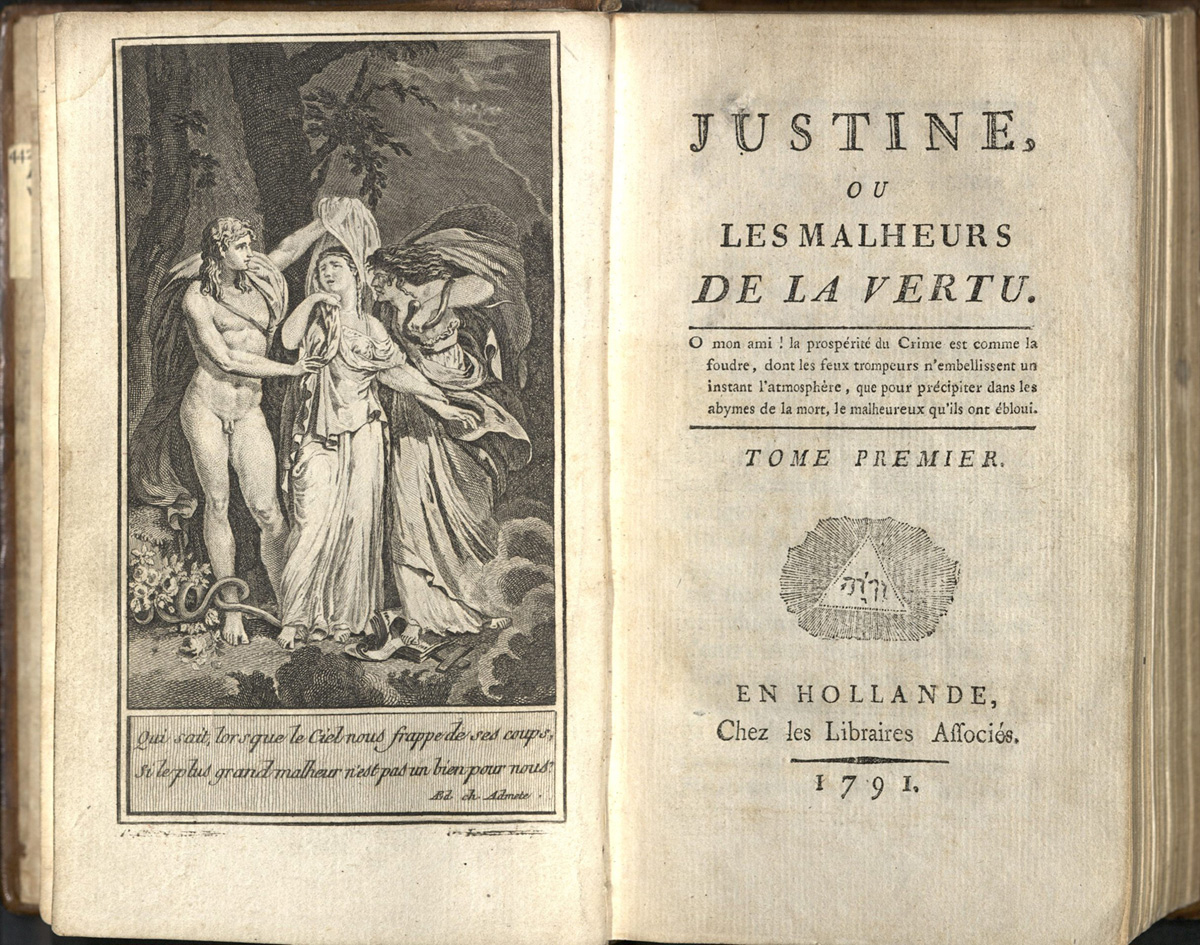
Portada de Justine

Pels volts de 1788, Sade escrigué Justine o les dissorts de la virtut, una primera versió de Justine, que fou publicada íntegrament el 1791 i que li reportaria popularitat mundial. Descriu les desgràcies d'una xica que elegix el camí de la virtut i no obté altra recompensa que els repetits abusos als quals és sotmesa per diversos llibertins. Sade escrigué també La història de Juliette (1798), que conta les aventures de la germana de Justine, Juliette, que elegix de rebutjar els ensenyaments de l'Església i adoptar una filosofia hedonista i amoral, la qual cosa li proporciona una vida plena d'èxit.
La novel·la La filosofia al tocador (1795) és una de les obres més populars de Sade. Relata l'educació sexual i llibertina d'una jove privilegiada de quinze anys. Està estructurada en forma de cinc diàlegs, que l'acosten al gènere teatral i és concisa, aguda i atractiva; els personatges arquetípics de Sade són, ací, usats de manera eficaç. El llibre conté un llarg pamflet polític en el qual Sade recomana un socialisme utòpic. Declara que les lleis contra els lladres són absurdes perquè protegixen els lladres originals, els rics, contra els pobres que no tenen més remei que robar. Argumenta, a més a més, que l'estat no té cap dret de prohibir l'assassinat, ja que provoca assassinats en forma d'execucions i guerres. Les lleis contra la blasfèmia són vistes sense sentit: no són necessàries si Déu no existix, i si existix, segurament no donarà importància a atacs insignificants. El pamflet fou republicat i distribuït durant la Revolució del 1848 a França.
En Aline i Valcour (1795) contrasta un brutal regne africà amb el relat de l'illa de Tamoe, un utòpic paradís illenc. Est fou el primer llibre que Sade publicà amb el seu nom vertader.
El 1800, publicà una col·lecció de quatre volums de relats titulada Els crims de l'amor. En la introducció, dona un consell general als escriptors i fa també referència a les novel·les gòtiques, especialment a El monjo de Matthew Gregory Lewis, que considera superior al treball d'Ann Radcliffe. Un dels relats de la col·lecció, Florville i Courval, s'ha considerat també que pertany al gènere "gòtic". És la història d'una dona jove que, contra la seua voluntat, acaba embolicada en una intriga incestuosa.
Mentre estava empresonat novament a Charenton, escrigué tres novel·les històriques: Adélaïde de Brunswick, princesa de Saxe, Història secreta d'Isabel de Baviera, reina de França i La marquesa de Gange.
També escrigué diverses obres de teatre, la majoria de les quals romangueren inèdites. El misantrop per amor o Sofia i Desfrancs fou acceptada per la Comédie-Française el 1790 i El comte Oxtiern o els efectes del llibertinatge fou representada al Teatre Molière el 1791.
S'han conservat i publicat algunes de les cartes que escrigué a la seua esposa des de la presó. En algunes, s'hi mostra una estranya i paranoica obsessió amb el significat ocult dels nombres.

## Obres principals
- 1782 - Diàleg entre un sacerdot i un moribund.
- 1785 -  Els cent vint dies de Sodoma o L'escola del llibertinatge.
- 1786 - Aline i Valcour o La novel·la filosòfica (1795).
- 1787 - La veritat.
- 1787 - Les dissorts de la virtut, primera versió de Justine.
- 1788 - Justine o les dissorts de la virtut, publicada el 1791.
- 1795 - La filosofia al tocador. Traducció de Josep-Anton Fernandez. Girona: Ela Geminada, 2024.
- 1797 - La nova Justine. Seguit de La història de Julieta, la seua germana, 1797.
- 1788 - Eugènia de Franval, 1788.
- 1799 - Els crims de l'amor, novel·les breus. Traduïda per Jordi Raventós. Martorell: Adesiara, 2008.
- 1812 - Adelaida de Brunswick, princesa de Saxònia.
- 1813 - Història secreta d'Isabel de Baviera, reina de França; La marquesa de Gange.

Fou també l'autor de diverses obres de teatre, moltes de les quals s'han perdut. Moltes altres obres es perderen: algunes perquè en foren destruïdes per la seua família quan ell era a Charenton, com Les Journées de Florbelle ou la Nature dévoilée (Els dies de Florbelle o la natura desvetlada); d'altres, requisades per la policia.

## Acollida de la seua obra
Nombrosos artistes, especialment els preocupats per la sexualitat, han rebutjat l'obra de Sade o s'hi han sentit atrets.
A principi del segle xx, el poeta Guillaume Apollinaire edità les obres del marquès de Sade (L'Oeuvre du marquis de Sade, París, Bibliothèque des Curieux, 1909), a qui considerava l'"esperit més lliure que ha existit mai". Els surrealistes el reivindicaren, tot considerant-lo un dels seus precursors principals.
Després de la Segona Guerra mundial, a França, un gran nombre d'intel·lectuals prestaren atenció a la figura de Sade: Pierre Klossowski (Sade mon prochain (Sade, el meu proïsme), 1947), Georges Bataille (La Littérature et le Mal (La literatura i el mal, 1957), Maurice Blanchot (Sade et Lautréamont (Sade i Lautréamont), 1949), Roland Barthes i Jean Paulhan. Gilbert Lély publicà el 1950 la primera biografia rigorosa de l'autor.
Simone de Beauvoir, en l'assaig Faut-il brûler Sade?, (Cal cremar Sade?), publicat en el número de desembre del 1951-gener del 1952 de la revista Les Temps Modernes, i altres escriptors, han intentat de localitzar vestigis d'una filosofia radical de llibertat en les obres de Sade, que precedirien l'existencialisme en uns 150 anys.
Un dels assajos a Dialèctica de la Il·lustració (1947) de Max Horkheimer i Theodor Adorno es titula "Juliette, o la Il·lustració i la moral" i interpreta el comportament de la Juliette de Sade com una personificació filosòfica de la Il·lustració. De la mateixa manera, el psicoanalista Jacques Lacan postula en el seu assaig Kant avec Sade (Kant amb Sade) que l'ètica de Sade fou la conclusió complementària de l'imperatiu categòric postulat originalment per Immanuel Kant.
Andrea Dworkin veia Sade com l'exemplar pornògraf que odia la dona i recolza aquesta teoria en el fet que la pornografia inevitablement mena cap a la violència contra la dona. Un capítol del seu llibre Pornography: Men Possessing Women (Pornografia: els homes posseint la dona, 1979) és dedicat a l'anàlisi de Sade. Susie Bright afirma que la primera novel·la de Dworkin Ice and Fire (Glaç i foc), rica en violència i abusos, pot ser interpretada com una versió moderna de Juliette.

## Treballs sobre Sade o els seus llibres

### Llibres
- 1899 - Bloch, Iwan: Marquis de Sade: his life and works.
- 1950 - Lély, Gilbert: Le marquis de Sade.
- 1963 - Gorer, Geoffrey: The life and ideas of the Marquis de Sade.
- 1971 - Barthes, Roland: Sade, Fourier, Loyola.
- 1979 - Carter, Angela: The Sadeian Woman.
- 1986 - Verger Michael, Colette: The Marquis de Sade: the man, his works, and his critics: an annotated bibliography.
- 1988 - Wilson, Colin: The Misfits: A Study of Sexual Outsiders.
- 1989 - Verger Michael Colette: Sade, his ethics and rhetoric.
- 1991 - Lever, Maurice: Marquis de Sade: A Biography.
- 1993 - Paz, Octavio: Un más allá erótico: Sade.
- 1995 - Moore, Thomas: Dark Eros: The Imagination of Sadism.
- 1995 - Airaksinen, Timo: The philosophy of the Marquis de Sade.
- 1985 - Brouard, Isabel: "Introducción" (en Marqués de Sade: Justina o los infortunios de la virtud. Madrid, Cátedra, 1985).
- 1996 - Paz, Octavio: "Un más allá erótico: Sade" (en Obras completas 10. Ideas y costumbres II. Barcelona, Círculo de Lectores, 1996).
- 1998 - Bongie, Laurence L.: Sade: A Biographical Essay.
- 1999 - Schaeffer, Neil: The Marquis de Sade: a life.
- 1999 - Plessix Gray, Francine de: At Home With the Marquis de Sade: A Life.
- 2003 - Hayman, Ronald: Marquis de Sade: the genius of passion.

### Pel·lícules
Tal volta, de manera no tan sorprenent, la vida i les obres de Sade han sigut irresistibles per als directors de cinema. A banda de nombroses pel·lícules pornogràfiques basades en els seus temes, ací hi ha algunes de les pel·lícules més reconegudes, basades en la seua història o en els seus treballs de ficció:
- Marat/Sade, una pel·lícula de l'obra de Peter Weiss (1966)
- Marqués de Sade: Justine, dirigida per Jesús Franco (1968)
- Philosophy in the Boudoir (La filosofia en el tocador) (1969)
- De Sade (1969)
- Salò o le 120 giornate di Sodoma (Salò o els 120 dies de Sodoma), dirigida per Pier Paolo Pasolini (1975)
- Cruel Passion (Passió cruel) (1977)
- Marquis (1989)
- Dark Prince (El príncep obscur) (1996)
- Sade (2000)
- Quills (Plomes) (2000)